# East Bronson
East Bronson – jednostka osadnicza w Stanach Zjednoczonych, w stanie Floryda, w hrabstwie Levy.